# Simay Özçiftçi
Simay Özçiftçi (* 24. März 2003 in Izmir) ist eine türkische Leichtathletin, die sich auf den Sprint spezialisiert hat.

## Sportliche Laufbahn
Erste Erfahrungen bei internationalen Meisterschaften sammelte Simay Özçiftçi im Jahr 2019, als sie bei den U18-Balkan-Meisterschaften in Istanbul in 12,35 s die Silbermedaille im 100-Meter-Lauf gewann. Anschließend schied sie beim Europäischen Olympischen Jugendfestival (EYOF) in Baku mit 12,22 s und 24,79 s jeweils in der ersten Runde über 100 und 200 Meter aus und verpasste mit der türkischen Sprintstaffel (1000 m) mit 2:14,43 min den Finaleinzug. Im Jahr darauf belegte sie bei den U20-Balkan-Hallenmeisterschaften in Istanbul in 7,62 s den vierten Platz im 60-Meter-Lauf und im Sommer gelangte sie bei den U20-Balkan-Meisterschaften ebendort mit 24,82 s auf Rang sechs im 200-Meter-Lauf und belegte mit der 4-mal-100-Meter-Staffel in 47,84 s den vierten Platz. 2021 wurde sie bei den U20-Balkan-Meisterschaften in Istanbul in 11,89 s Vierte über 100 Meter und gewann in 24,57 s die Bronzemedaille im 200-Meter-Lauf. Anschließend kam sie bei den U20-Europameisterschaften in Tallinn mit 11,97 s und 24,38 s nicht über die Vorrunden über 100 und 200 Meter hinaus und wurde mit der Staffel im Vorlauf disqualifiziert. Ende August erreichte sie bei den U20-Weltmeisterschaften in Nairobi das Halbfinale über 200 Meter und schied dort mit 24,38 s aus, während sie über 100 Meter mit 12,04 s im Vorlauf scheiterte. Im Jahr darauf gewann sie bei den U20-Balkan-Hallenmeisterschaften in Belgrad in 7,51 s die Bronzemedaille über 60 Meter und sicherte sich mit der 4-mal-400-Meter-Staffel in 3:48,82 min die Silbermedaille. Anschließend schied sie bei den Balkan-Meisterschaften in Istanbul mit 7,64 s im Vorlauf über 60 Meter aus. Im Juni schied sie bei den Balkan-Meisterschaften in Craiova mit 12,07 s in der ersten Runde über 100 Meter aus und anschließend siegte sie in 11,73 s bei den U20-Balkan-Meisterschaften in Denizli über 100 Meter und sicherte sich in 24,82 s die Silbermedaille über 200 Meter und gewann auch mit der Staffel in 46,47 s die Silbermedaille. Daraufhin schied sie bei den Islamic Solidarity Games in Konya mit 11,74 s im Semifinale über 100 Meter aus und gewann im Staffelbewerb mit neuem Landesrekord von 44,49 s die Bronzemedaille hinter den Teams aus Gambia und Bahrain.
2023 belegte sie bei den U23-Mittelmeer-Hallenmeisterschaften in Valencia in 7,56 s den sechsten Platz über 60 Meter im Juni wurde sie bei der 1. Liga der Team-Europameisterschaft im Rahmen der Europaspiele in Chorzów in 23,77 s Siebte im B-Lauf über 200 Meter und gelangte mit der 4-mal-100-Meter-Staffel mit 44,74 s auf den sechsten Platz im B-Lauf. Anschließend schied sie bei den U23-Europameisterschaften in Espoo mit 11,78 s und 23,89 s jeweils in der ersten Runde über 100 und 200 Meter aus und daraufhin belegte sie bei den Balkan-Meisterschaften in Kraljevo in 11,83 s den achten Platz über 100 Meter und wurde in 23,56 s Fünfte über 200 Meter. Im August schied sie bei den World University Games in Chengdu mit 11,63 s und 23,73 s jeweils im Halbfinale über 100 und 200 Meter aus und verpasste mit der Staffel mit 45,20 s den Finaleinzug. Im Jahr darauf gewann sie bei den Balkan-Hallenmeisterschaften in Istanbul in 7,42 s die Bronzemedaille über 60 Meter hinter der Griechin Polyniki Emmanouilidou und Mia Wild aus Kroatien und 2025 belegte sie bei den Balkan-Hallenmeisterschaften in Belgrad in 7,40 s den vierten Platz. Ende Juni wurde sie bei der 2. Liga der Team-Europameisterschaft in Maribor in 44,61 s Vierte im A-Lauf über 4-mal 100 Meter. Anschließend schied sie bei den U23-Europameisterschaften in Bergen mit 24,19 s im Halbfinale über 200 Meter aus und verpasste mit der Staffel mit 44,42 s den Finaleinzug. Kurz darauf schied sie bei den World University Games in Bochum mit 24,32 s im Halbfinale über 200 Meter aus und belegte mit der Staffel in 44,43 s den sechsten Platz. 
2021 wurde Özçiftçi türkische Meisterin im 200-Meter-Lauf sowie 2024 über 100 Meter. Zudem wurde sie 2022 und 2025 Hallenmeisterin über 60 Meter sowie 2025 auch über 200 Meter.

## Persönliche Bestzeiten
- 100 Meter: 11,62 s (−0,3 m/s), 5. September 2023 in Izmir
  - 60 Meter (Halle): 7,38 s, 15. Februar 2025 in Belgrad
- 200 Meter: 23,73 s (+1,0 m/s), 4. August 2023 in Chengdu
  - 200 Meter (Halle): 23,67 s, 23. Februar 2025 in Istanbul